# خداحافظ رفیق (فیلم ۱۹۶۸)
خداحافظ رفیق (به فرانسوی: Adieu l'ami) فیلمی در ژانر سرقت، نئو-نوآر، زوج هنری و جنایی محصول مشترک فرانسه و ایتالیا به کارگردانی ژان ووترا است که در سال ۱۹۶۸ منتشر شد. از بازیگران آن می‌توان به آلن دلون، چارلز برانسون، بریژیت فوسی و برنارد فرسون اشاره کرد.